# Акамант (Антеноров син)
Акамант (грч. Ἀκάμ-ας, -αντος) је у грчкој митологији био један од учесника тројанског рата.

## Митологија
Био је син Антенора и Теано и у Хомеровој „Илијади“ је описан као један од најхрабријих тројанских јунака. Посебно се истакао у борби око грчких лађа. Уз свог брата Архилоха, борио се као поручник у Енејиној армији. Како би осветио смрт свог брата, убио је Промаха. Њега је убио или Мерион или Филоктет.